# Nicola Selva
Nicola Selva (ur. 4 lipca 1962 w San Marino) – sanmaryński polityk, inżynier i lekkoatleta, olimpijczyk z 1992, od 1 kwietnia 2019 do 1 października 2019 Kapitan regent San Marino wraz z Michele Muratorim.

## Życiorys
Ukończył studia z inżynierii przemysłowej na Leon Battista Alberti Institute w Rimini. Podjął pracę w sektorze prywatnym, m.in. w Telecom Italia i Tim San Marino SpA. Był biegaczem krótkodystansowym, w 1991 wziął udział w Igrzyskach Śródziemnomorskich w Atenach. W 1992 uczestniczył w igrzyskach olimpijskich w Barcelonie w sztafecie 4 × 100 m (razem z Aldo Cantim, Dominique Cantim i Manlio Molinarim); czwórka uzyskała czas 42,08 s. Od 1996 do 2000 pozostawał dyrektorem technicznym krajowej federacji lekkoatletycznej.
W latach 90. dołączył do Chrześcijańsko-Demokratycznej Partii San Marino. W latach 90. był sekretarzem stanu ds. edukacji i kultury. Z jej list od 2006 do 2011 zasiadał w Wielkiej Radzie Generalnej. W 2012 i 2016 ponownie wybierany do parlamentu, tym razem z listy Unii dla Republiki, został m.in. członkiem komisji ds. budżetu i finansów. Od 2017 jest sekretarzem partii Repubblica Futura, powstałej z połączenia Sojuszu Ludowego i Unii dla Republiki. 1 kwietnia 2019 rozpoczął półroczne pełnienie funkcji kapitana regenta San Marino.
Żonaty, ma trzy córki.